# Charlecote Park
Charlecote Park est une grande maison de campagne du XVIe siècle, entourée de son propre parc de cerfs, sur les rives de la rivière Avon à Charlecote près de Wellesbourne, à environ 4 milles (6 km) à l'est de Stratford-upon-Avon et à 5,5 milles (9 km) au sud de Warwick, Warwickshire, Angleterre. Il est administré par le National Trust depuis 1946 et est ouvert au public. Il s'agit d'un bâtiment classé Grade I.

## Histoire
La famille Lucy possède la terre depuis 1247. Charlecote Park est construit en 1558 par Sir Thomas Lucy et la reine Élisabeth Ire séjourne dans la pièce qui est aujourd'hui le salon. Bien que le contour général de la maison élisabéthaine demeure, de nos jours, elle est en fait principalement victorienne. Les générations successives de la famille Lucy ont modifié le manoir au fil des siècles, mais en 1823, George Hammond Lucy (High Sheriff of Warwickshire en 1831) hérite de la maison et entreprend de la recréer dans son style d'origine.
Le parc de Charlecote couvre 185 acres (74,86684377 ha), adossé à la rivière Avon. Apparemment, William Shakespeare a braconné des lapins et des cerfs dans le parc alors qu'il était jeune et a été traduit devant des magistrats en conséquence.
De 1605 à 1640, la maison est organisée par Sir Thomas Lucy (en). Il a douze enfants avec Lady Lucy qui dirige la maison après sa mort. Elle est connue pour sa piété et sa distribution d'aumônes aux pauvres à chaque Noël. Ses trois fils aînés héritent à leur tour de la maison qui revient ensuite à son petit-fils Sir Davenport Lucy.
Dans la grande salle Tudor, le tableau de 1680 Charlecote Park de Sir Godfrey Kneller, serait l'une des premières représentations d'une présence noire dans les West Midlands (à l'exclusion des légionnaires romains). La peinture, du capitaine Thomas Lucy, montre un garçon noir à l'arrière-plan vêtu d'un manteau de livrée bleu et de bas rouges et portant un collier de métal brillant autour du cou. La brochure Charlecote du National Trust décrit le garçon comme un page noir. En 1735, un enfant noir appelé Philip Lucy est baptisé à Charlecote.

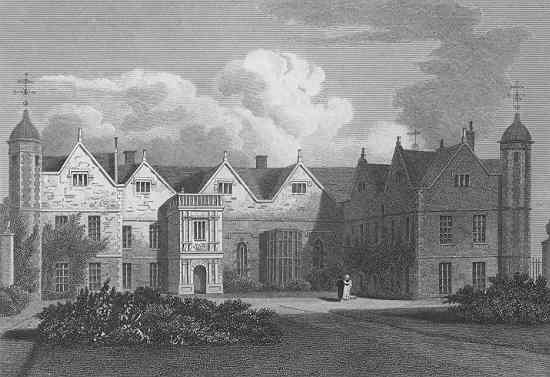
Une vue rapprochée du parc de Charlecote datant des années 1820.

Les terrains immédiatement attenants à la maison sont aménagés par Capability Brown vers 1760. Cela fait de Charlecote une destination hôtelière pour les touristes notables à Stratford de la fin du XVIIIe siècle au milieu du XIXe siècle, notamment Washington Irving (1818), Sir Walter Scott (1828) et Nathaniel Hawthorne (vers 1850).

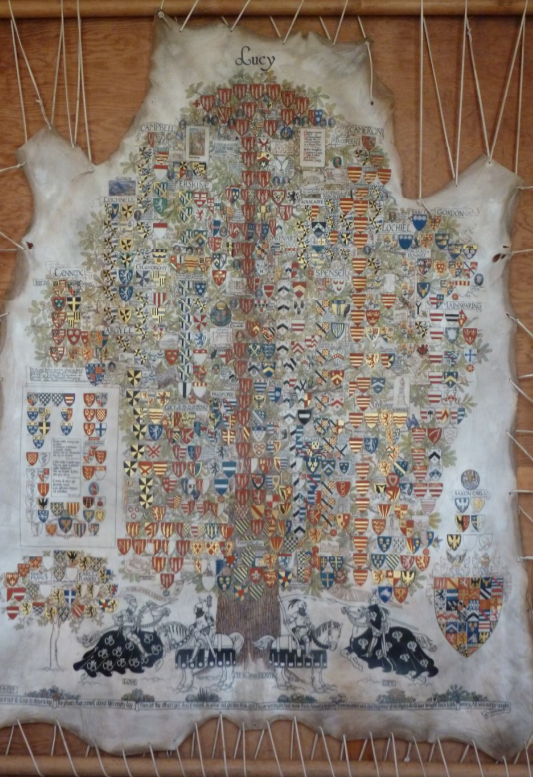
Le "Lucy Deerskin" créé par Edith Mary Hinchley

Charlecote passe en 1823 à George Hammond Lucy (décédé en 1845), qui épouse Mary Elizabeth Williams du Château de Bodelwyddan, dont les journaux détaillés sont basés sur le courant "dans les coulisses de Charlecote victorien". Le deuxième fils de GH Lucy, Henry, hérite du domaine de son frère aîné en 1847. En 1890, l'artiste Edith Mary Hinchley (en) travaille sur une image d'arbre généalogique sur peau de cerf qui impliquait la création de 500 boucliers héraldiques. Elle fait le travail parce qu'elle est généalogiste et amie de la famille. Le "Lucy Deerskin" est toujours à Charlecote. Après la mort de Mary Elizabeth et d'Henry en 1890, la maison est louée par la fille aînée et héritière d'Henry, Ada Christina (décédée en 1943). Elle épouse Sir Henry Ramsay-Fairfax, (décédé en 1944), une lignée des baronnets de Fairfax, qui, lors du mariage, prend le nom de Fairfax-Lucy.

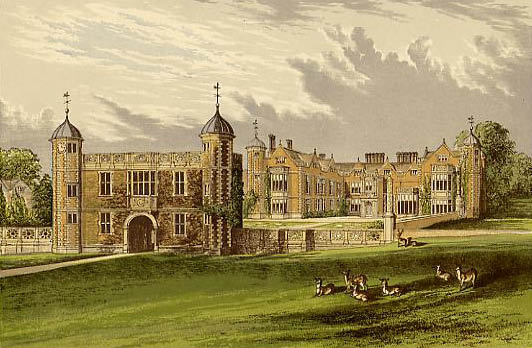
Charlecote vers 1880

À partir de ce moment, la famille commence à vendre des parties du domaine périphérique pour financer leur mode de vie, et après la Seconde Guerre mondiale en 1946, Sir Montgomerie Fairfax-Lucy, qui hérite du domaine résiduel de sa mère Ada, offre Charlecote au National Trust en lieu et place des droits de succession. Sir Montgomerie est remplacé en 1965 par son frère, Sir Brian, dont l'épouse, Lady Alice, fait des recherches sur l'histoire de Charlecote et aide le National Trust à restaurer la maison.

## Aujourd'hui

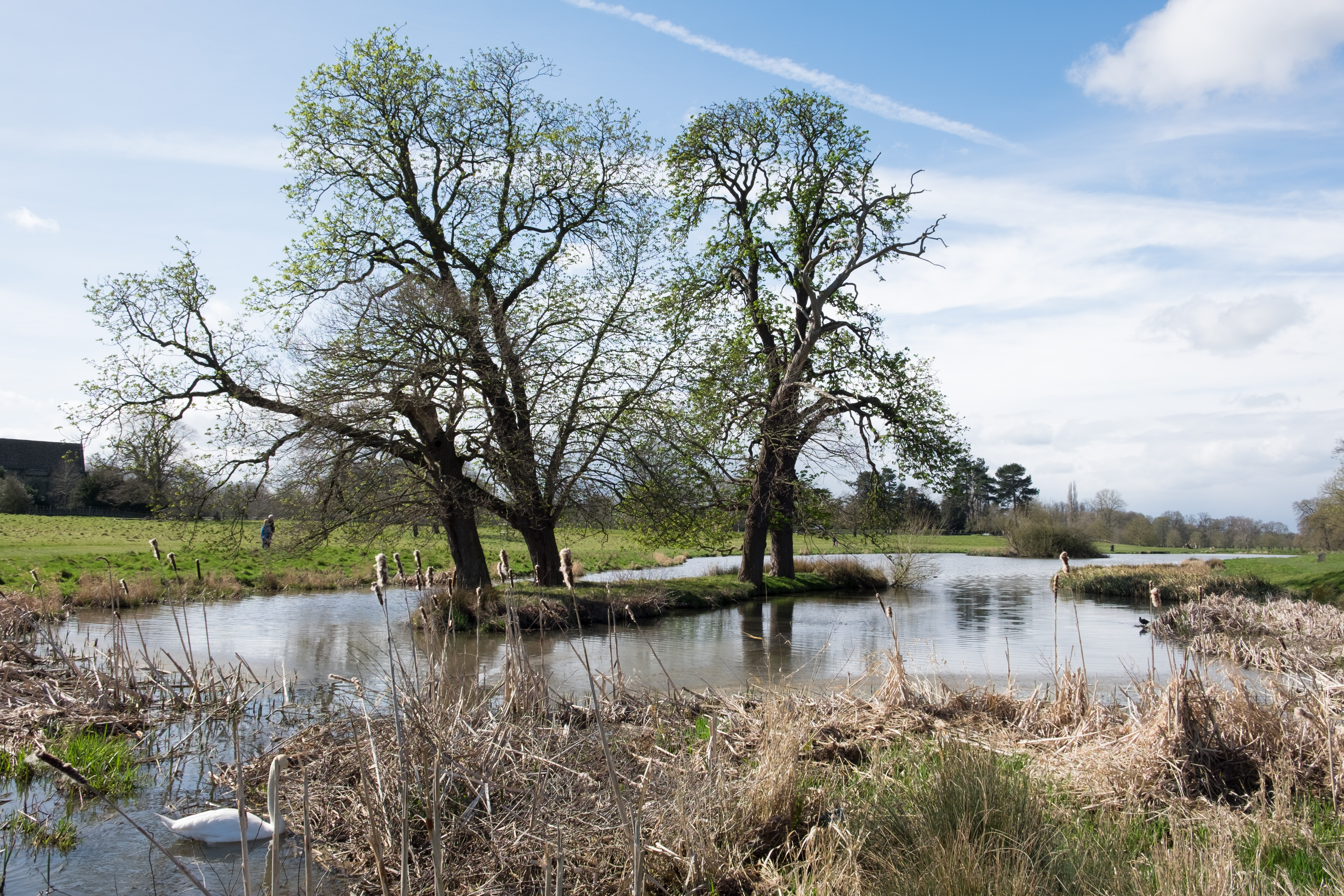
Le lac

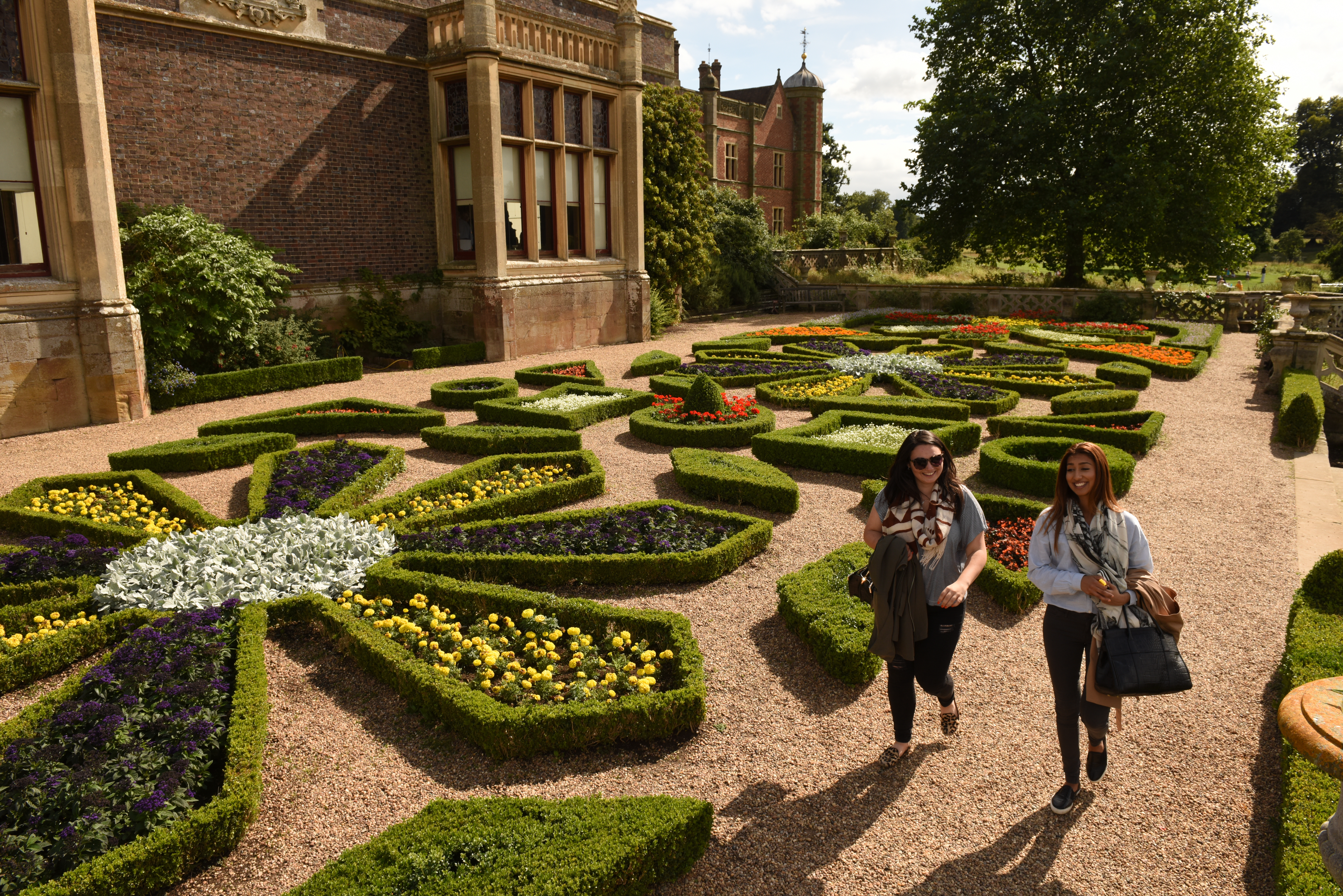
Parterre au parc de Charlecote, juillet 2014

La grande salle a un plafond voûté en berceau en plâtre peint pour ressembler à du bois et constitue un cadre magnifique pour la splendide collection de portraits de famille. D'autres chambres ont un papier peint richement coloré, des plafonds en plâtre décorés et des boiseries. Il y a de magnifiques meubles et de belles œuvres d'art, y compris une peinture contemporaine de la reine Élisabeth Ire. La guérite élisabéthaine originale à deux étages qui garde l'approche de la maison reste inchangée.
La maison expose une lettre originale d'Oliver Cromwell, datée de 1654, convoquant le propriétaire de l'époque, Richard Lucy, au Parlement de Barebone. Un portrait de 1760 de George Lucy par Thomas Gainsborough qui a coûté à Lucy la somme de huit guinées est également exposé.
Un ensemble d'archives pour la famille Lucy à Charlecote est détenu par le Warwickshire County Record Office. La maison dispose également d'une exposition de calèches et d'une buanderie et d'une salle de brassage d'époque.
En avril 2012, Charlecote Park est le théâtre de l'émission Antiques Roadshow de BBC1.